# Spoorlijn Rennes - Saint-Malo-Saint-Servan
De spoorlijn Rennes - Saint-Malo-Saint-Servan is een Franse spoorlijn van Rennes naar Saint-Malo. De lijn is 78,4 km lang en heeft als lijnnummer 441 000.

## Geschiedenis
De lijn werd geopend door de Compagnie des chemins de fer de l'Ouest op 27 juni 1864. 

## Treindiensten
De SNCF verzorgt het personenvervoer op dit traject met TGV en TER treinen.
| Serie    | Treinsoort | Route                                                                                | Bijzonderheden |
| -------- | ---------- | ------------------------------------------------------------------------------------ | -------------- |
| TGV 8050 | TGV (SNCF) | Paris-Montparnasse – Le Mans – Laval – Rennes – Saint-Malo                           |                |
| K 3      | TER (SNCF) | Rennes – Pontchaillou – Montreuil-sur-Ille – Combourg – Dol-de-Bretagne – Saint-Malo |                |
| C 3      | TER (SNCF) | Rennes – Pontchaillou – Montreuil-sur-Ille                                           |                |
| C 12     | TER (SNCF) | Caen – Lison – Granville – Pontorson-Mont-Saint-Michel – Rennes                      |                |

## Aansluitingen
In de volgende plaatsen is of was er een aansluiting op de volgende spoorlijnen:
Rennes
RFN 408 000, spoorlijn tussen de aansluiting Connerré en Rennes
RFN 420 000, spoorlijn tussen Paris-Montparnasse en Brest
RFN 420 621, stamlijn van ZI La Barre-Thomas naar Rennes
RFN 466 000, spoorlijn tussen Châteaubriant en Rennes
RFN 468 000, spoorlijn tussen Rennes en Redon
Dol-de-Bretagne
RFN 415 000, spoorlijn tussen Lison en Lamballe
La Gouesnière - Cancale - Saint-Méloir-des-Ondes
RFN 453 000, spoorlijn tussen Miniac-Morvan en La Gouesnière-Cancale-Saint-Méloir
Saint-Malo
RFN 442 500, havenspoorlijn Saint-Malo
RFN 442 501, havenspoorlijn Saint-Malo
RFN 442 502, havenspoorlijn Saint-Malo
RFN 442 503, havenspoorlijn Saint-Malo
RFN 442 504, havenspoorlijn Saint-Malo

## Elektrische tractie
De lijn werd in 2005 geëlektrificeerd met een wisselpanning van 25.000 volt 50 Hz.

## Galerij

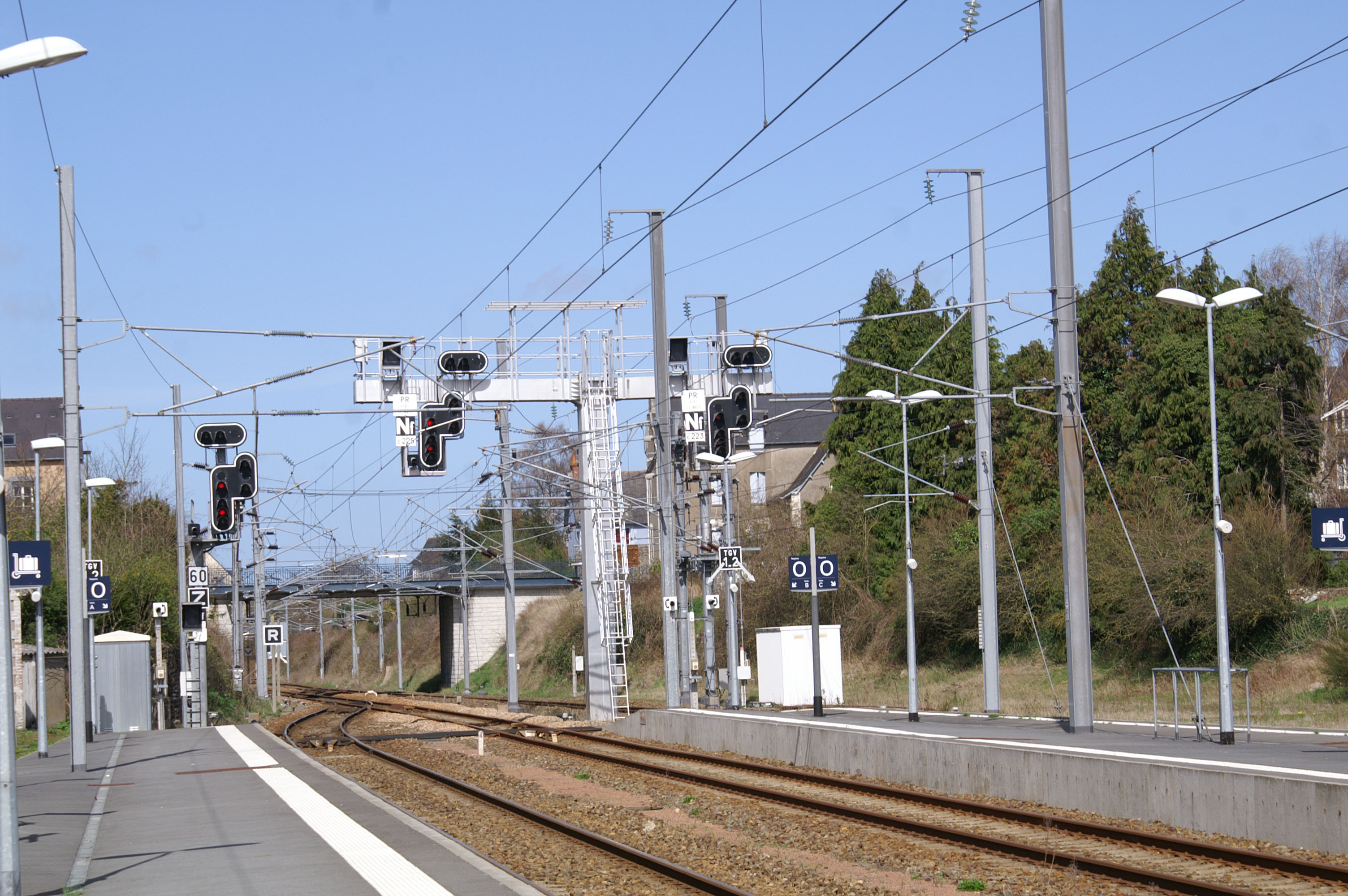
Station Dol-de-Bretagne
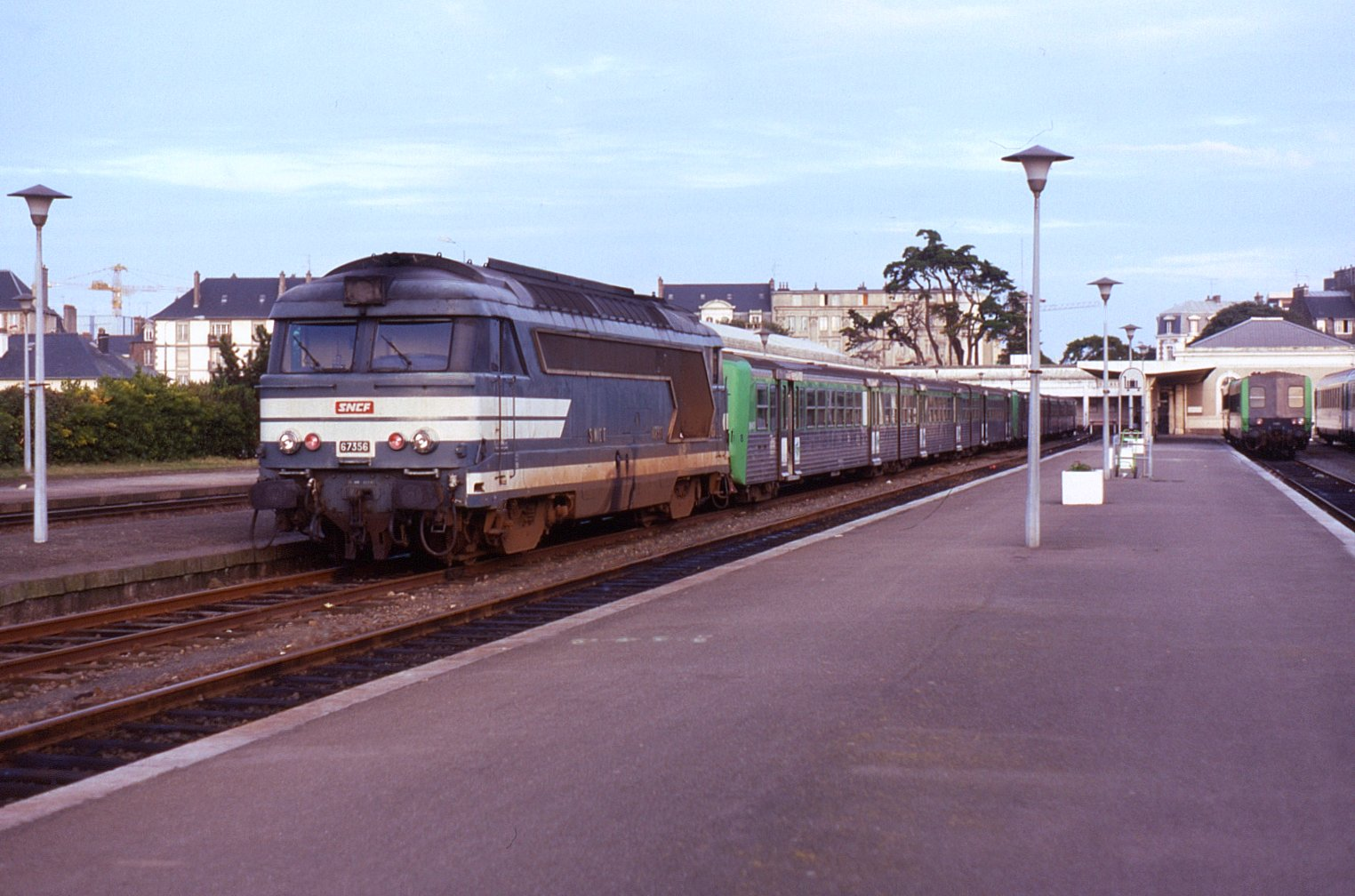
TER in station Saint-Malo in 1992
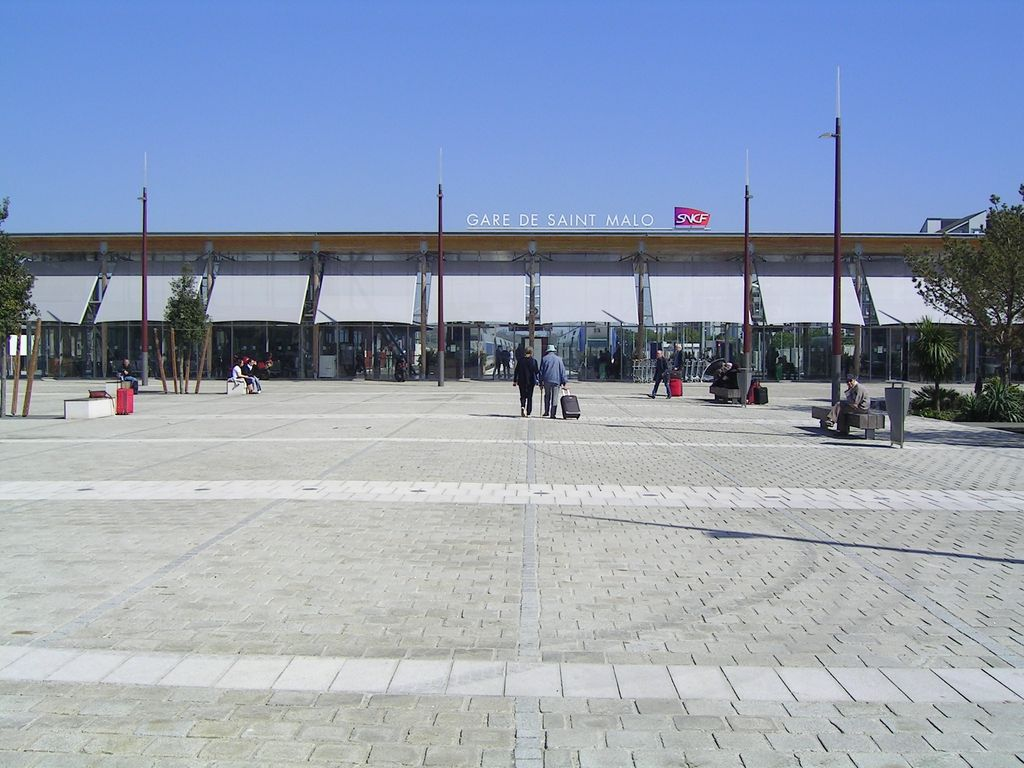
Nieuwe station van Saint-Malo